# They Looked Alike
They Looked Alike é um filme de comédia mudo produzido nos Estados Unidos, dirigido por Frank Griffin e com atuação de Oliver Hardy.